# Svenska missionskyrkan i södra Maple Ridge
Svenska missionskyrkan i södra Maple Ridge (engelska: Swedish Mission Church of South Maple Ridge), även Svenska Mission Kyrka I Sodre Maple Ridge, är en luthersk kyrka i Maple Ridge Township, Isanti County, Minnesota, USA.
Församlingen grundades 1884 av Evangelical Covenant Church, som är systerkyrka till Svenska Missionskyrkan, och kyrkan byggdes 1897.
Den togs upp på National Register of Historic Places 1980.